# K League 2009
La K League 2009 fue la 27.ª temporada de la K League. Contó con la participación de quince equipos. El torneo comenzó el 7 de marzo y terminó el 6 de diciembre de 2009.
El nuevo participante fue Gangwon FC. Así, la liga surcoreana tuvo debutantes por primera vez en tres años.
El campeón fue Jeonbuk Hyundai Motors, por lo que clasificó a la Liga de Campeones de la AFC 2010. Por otra parte, salió subcampeón Seongnam Ilhwa Chunma, quien también ganó su derecho a disputar el máximo torneo continental. Los otros cupos para la Liga de Campeones asiática fueron para Pohang Steelers y Suwon Samsung Bluewings.

## Reglamento de juego
El torneo se disputó en un formato de todos contra todos a ida y vuelta, de manera tal que cada equipo debió jugar un partido de local y uno de visitante contra sus otros catorce contrincantes y quedar libre en dos fechas. Una victoria se puntuaba con tres unidades, mientras que el empate valía un punto y la derrota, ninguno.
Para desempatar se utilizaron los siguientes criterios:
1. Puntos
2. Diferencia de goles
3. Goles anotados
4. Resultados entre los equipos en cuestión

Los seis mejores equipos de la tabla de posiciones clasificaron a los play-off por el campeonato, que se decidieron de esta manera:
1. En la primera ronda jugaron el tercero contra el sexto por un lado y el cuarto contra el quinto por el otro; el mejor clasificado en la temporada fue local. En caso de que el marcador siguiera igualado al término del tiempo reglamentario, se jugaría una prórroga. En caso de que prosiguiera la paridad en el resultado, se ejecutaría una tanda de penales.
2. En la segunda ronda, se cruzaron los ganadores de los encuentros de la fase anterior. Se aplicaron las mismas reglas que en la primera ronda.
3. En las semifinales se enfrentaron el vencedor de la ronda anterior ante el segundo de la tabla general, en donde este último fue local. Se aplicaron las mismas reglas que en las dos fases anteriores.
4. En la final se cruzaron el ganador de las semifinales frente al mejor de la tabla de posiciones, pero aquí se definiría en dos partidos. Si el marcador global siguiera igualado al término del tiempo reglamentario de la vuelta, se disputaría una prórroga. Finalmente, en caso de que prosiguiera la paridad en el resultado, se ejecutaría una tanda de penales.

## Tabla de posiciones
| Pos. | Equipo                     | Pts. | PJ | G  | E  | P  | GF | GC | Dif. | Clasificación                                                                   |
| ---- | -------------------------- | ---- | -- | -- | -- | -- | -- | -- | ---- | ------------------------------------------------------------------------------- |
| 1    | Jeonbuk Hyundai Motors (C) | 57   | 28 | 17 | 6  | 5  | 59 | 33 | +26  | Final del play-off por el campeonato y Liga de Campeones de la AFC 2010         |
| 2    | Pohang Steelers            | 53   | 28 | 14 | 11 | 3  | 55 | 33 | +22  | Semifinales del play-off por el campeonato y Liga de Campeones de la AFC 2010   |
| 3    | FC Seoul                   | 53   | 28 | 16 | 5  | 7  | 47 | 27 | +20  | Primera ronda del play-off por el campeonato                                    |
| 4    | Seongnam Ilhwa Chunma      | 45   | 28 | 13 | 6  | 9  | 40 | 34 | +6   | Primera ronda del play-off por el campeonato y Liga de Campeones de la AFC 2010 |
| 5    | Incheon United             | 43   | 28 | 11 | 10 | 7  | 31 | 29 | +2   | Primera ronda del play-off por el campeonato                                    |
| 6    | Chunnam Dragons            | 42   | 28 | 11 | 9  | 8  | 41 | 39 | +2   | Primera ronda del play-off por el campeonato                                    |
| 7    | Gyeongnam FC               | 40   | 28 | 10 | 10 | 8  | 38 | 32 | +6   |                                                                                 |
| 8    | Ulsan Hyundai              | 36   | 28 | 9  | 9  | 10 | 32 | 29 | +3   |                                                                                 |
| 9    | Daejeon Citizen            | 33   | 28 | 8  | 9  | 11 | 29 | 38 | −9   |                                                                                 |
| 10   | Suwon Samsung Bluewings    | 32   | 28 | 8  | 8  | 12 | 29 | 32 | −3   | Liga de Campeones de la AFC 2010                                                |
| 11   | Gwangju Sangmu             | 30   | 28 | 9  | 3  | 16 | 33 | 40 | −7   |                                                                                 |
| 12   | Busan I'Park               | 29   | 28 | 7  | 8  | 13 | 36 | 42 | −6   |                                                                                 |
| 13   | Gangwon FC                 | 28   | 28 | 7  | 7  | 14 | 42 | 57 | −15  |                                                                                 |
| 14   | Jeju United                | 28   | 28 | 7  | 7  | 14 | 22 | 44 | −22  |                                                                                 |
| 15   | Daegu FC                   | 23   | 28 | 5  | 8  | 15 | 20 | 45 | −25  |                                                                                 |

 Fuente: South Korea 2009
Notas:
1. ↑  Suwon Samsung Bluewings se clasificó para la Liga de Campeones de la AFC 2010 al ganar la Copa FA de Corea 2009.

## Play-off por el campeonato

### Cuadro de desarrollo
|  | Primera ronda        | Primera ronda             | Primera ronda        |                       |   | Segunda ronda         | Segunda ronda   | Segunda ronda   |   |  | Semifinales     | Semifinales     | Semifinales            |   |   | Final              | Final              | Final              | Final              |  |
|  | 21 y 22 de noviembre | 21 y 22 de noviembre      | 21 y 22 de noviembre |                       |   | 25 de noviembre       | 25 de noviembre | 25 de noviembre |   |  | 29 de noviembre | 29 de noviembre | 29 de noviembre        |   |   | 2 y 6 de diciembre | 2 y 6 de diciembre | 2 y 6 de diciembre | 2 y 6 de diciembre |  |
|  |                      |                           |                      |                       |   |                       |                 |                 |   |  |                 |                 |                        |   |   |                    |                    |                    |                    |  |
|  |                      |                           |                      |                       |   |                       |                 |                 |   |  |                 |                 |                        |   |   |                    |                    |                    |                    |  |
|  |                      |                           |                      |                       |   |                       |                 |                 |   |  |                 |                 |                        |   |   |                    |                    |                    |                    |  |
|  |                      |                           |                      |                       |   |                       |                 |                 |   |  |                 |                 |                        |   |   |                    |                    |                    |                    |  |
|  |                      |                           |                      |                       |   |                       |                 |                 |   |  |                 |                 |                        |   |   |                    |                    |                    |                    |  |
|  |                      |                           |                      |                       |   |                       |                 |                 |   |  |                 |                 |                        |   |   |                    |                    |                    |                    |  |
|  |                      |                           |                      |                       |   |                       |                 |                 |   |  |                 |                 |                        |   |   |                    |                    |                    |                    |  |
|  |                      |                           |                      |                       |   |                       |                 |                 |   |  |                 |                 |                        |   |   |                    |                    |                    |                    |  |
|  |                      |                           |                      |                       |   |                       |                 |                 |   |  |                 |                 |                        |   |   |                    |                    |                    |                    |  |
|  |                      |                           |                      |                       |   |                       |                 |                 |   |  |                 |                 |                        |   |   |                    |                    |                    |                    |  |
|  |                      |                           |                      |                       |   |                       |                 |                 |   |  |                 |                 |                        |   |   |                    |                    |                    |                    |  |
|  |                      |                           |                      |                       |   |                       |                 |                 |   |  |                 |                 |                        |   |   |                    |                    |                    |                    |  |
|  |                      |                           |                      |                       |   |                       |                 |                 |   |  |                 |                 |                        |   |   |                    |                    |                    |                    |  |
|  |                      |                           |                      |                       |   |                       |                 |                 |   |  |                 |                 |                        |   |   |                    |                    |                    |                    |  |
|  |                      |                           |                      |                       |   |                       |                 |                 |   |  |                 |                 |                        |   |   |                    |                    |                    |                    |  |
|  |                      |                           |                      |                       |   |                       |                 |                 |   |  |                 |                 |                        |   |   |                    |                    |                    |                    |  |
|  |                      |                           |                      |                       |   |                       |                 |                 |   |  |                 |                 |                        |   |   |                    |                    |                    |                    |  |
|  |                      |                           |                      |                       |   |                       |                 |                 |   |  |                 |                 |                        |   |   |                    |                    |                    |                    |  |
|  |                      |                           |                      |                       |   |                       |                 |                 |   |  |                 |                 |                        |   |   |                    |                    |                    |                    |  |
|  |                      |                           |                      |                       |   |                       |                 |                 |   |  |                 |                 |                        |   |   |                    |                    |                    |                    |  |
|  |                      |                           |                      |                       |   |                       |                 |                 |   |  |                 |                 |                        |   |   |                    |                    |                    |                    |  |
|  |                      |                           |                      |                       |   |                       |                 |                 |   |  |                 |                 |                        |   |   |                    |                    |                    |                    |  |
|  |                      |                           |                      |                       |   |                       |                 |                 |   |  |                 |                 |                        |   |   |                    |                    |                    |                    |  |
|  |                      |                           |                      |                       |   |                       |                 |                 |   |  |                 | 1               | Jeonbuk Hyundai Motors | 0 | 3 |                    |                    |                    |                    |  |
|  |                      |                           |                      |                       |   |                       |                 |                 |   |  |                 |                 |                        | 0 | 3 |                    |                    |                    |                    |  |
|  |                      |                           | 4                    | Seongnam Ilhwa Chunma | 0 | 1                     |                 |                 |   |  |                 |                 |                        |   |   |                    |                    |                    |                    |  |
|  |                      |                           | 4                    | Seongnam Ilhwa Chunma | 0 | 1                     |                 |                 |   |  |                 |                 |                        |   |   |                    |                    |                    |                    |  |
|  |                      |                           |                      |                       |   |                       |                 |                 |   |  |                 |                 |                        |   |   |                    |                    |                    |                    |  |
|  |                      |                           |                      |                       |   |                       |                 |                 |   |  |                 |                 |                        |   |   |                    |                    |                    |                    |  |
|  |                      |                           |                      |                       |   |                       |                 |                 |   |  |                 |                 |                        |   |   |                    |                    |                    |                    |  |
|  |                      |                           |                      |                       |   |                       |                 |                 |   |  |                 |                 |                        |   |   |                    |                    |                    |                    |  |
|  |                      |                           |                      |                       |   |                       |                 |                 |   |  |                 |                 |                        |   |   |                    |                    |                    |                    |  |
|  |                      |                           |                      |                       |   |                       |                 |                 |   |  |                 |                 |                        |   |   |                    |                    |                    |                    |  |
|  |                      |                           |                      |                       |   |                       |                 |                 |   |  |                 |                 |                        |   |   |                    |                    |                    |                    |  |
|  |                      |                           |                      |                       |   |                       |                 |                 |   |  |                 |                 |                        |   |   |                    |                    |                    |                    |  |
|  |                      |                           |                      |                       |   |                       | 2               | Pohang Steelers | 0 |  |                 |                 |                        |   |   |                    |                    |                    |                    |  |
|  |                      |                           |                      |                       |   |                       |                 |                 | 0 |  |                 |                 |                        |   |   |                    |                    |                    |                    |  |
|  |                      |                           | 4                    | Seongnam Ilhwa Chunma | 1 |                       |                 |                 |   |  |                 |                 |                        |   |   |                    |                    |                    |                    |  |
|  | 4                    | Seongnam Ilhwa Chunma (p) | 4                    | Seongnam Ilhwa Chunma | 1 | 1 (3)                 |                 |                 |   |  |                 |                 |                        |   |   |                    |                    |                    |                    |  |
|  | 4                    | Seongnam Ilhwa Chunma (p) |                      |                       |   |                       |                 |                 |   |  |                 |                 |                        |   |   |                    |                    |                    |                    |  |
|  | 5                    | Incheon United            | 1 (2)                |                       |   |                       |                 |                 |   |  |                 |                 |                        |   |   |                    |                    |                    |                    |  |
|  | 5                    | Incheon United            | 1 (2)                |                       | 4 | Seongnam Ilhwa Chunma | 1               |                 |   |  |                 |                 |                        |   |   |                    |                    |                    |                    |  |
|  |                      |                           |                      |                       | 4 | Seongnam Ilhwa Chunma | 1               |                 |   |  |                 |                 |                        |   |   |                    |                    |                    |                    |  |
|  |                      |                           | 6                    | Chunnam Dragons       | 0 |                       |                 |                 |   |  |                 |                 |                        |   |   |                    |                    |                    |                    |  |
|  | 3                    | FC Seoul                  | 6                    | Chunnam Dragons       | 0 | 1 (2)                 |                 |                 |   |  |                 |                 |                        |   |   |                    |                    |                    |                    |  |
|  | 3                    | FC Seoul                  |                      |                       |   |                       |                 |                 |   |  |                 |                 |                        |   |   |                    |                    |                    |                    |  |
|  | 6                    | Chunnam Dragons (p)       | 1 (3)                |                       |   |                       |                 |                 |   |  |                 |                 |                        |   |   |                    |                    |                    |                    |  |
|  | 6                    | Chunnam Dragons (p)       | 1 (3)                |                       |   |                       |                 |                 |   |  |                 |                 |                        |   |   |                    |                    |                    |                    |  |
|  |                      |                           |                      |                       |   |                       |                 |                 |   |  |                 |                 |                        |   |   |                    |                    |                    |                    |  |

### Primera ronda
| 21 de noviembre de 2009, 17:00 | FC Seoul                                            | 1:1 (1:1, 1:1) (t. s.)(2:3 p.) | Chunnam Dragons                                       | Estadio Mundialista, Seúl                                 |                                                           |
|                                | J.G. Jung 15'                                       | Reporte                        | K.R. Lee 12'                                          | Asistencia: 13.116 espectadores Árbitro(s): Choi Kwang-bo | Asistencia: 13.116 espectadores Árbitro(s): Choi Kwang-bo |
|                                |                                                     | Tiros desde el punto penal     |                                                       |                                                           |                                                           |
|                                | J.K. Kim · S.H. Lee · S.Y. Ki · S.Y. Kim · J.M. Lee |                                | H.H. Kim · Y.S. Jung · J.H. Song · Wesley · T.H. Kwak |                                                           |                                                           |

| 22 de noviembre de 2009, 14:30 | Seongnam Ilhwa Chunma                               | 1:1 (0:0, 0:0) (t. s.)(3:2 p.) | Incheon United                                         | Complejo Deportivo de Seongnam, Seongnam                |                                                         |
|                                | Radončić 100'                                       | Reporte                        | M.S. Kim 113'                                          | Asistencia: 10.946 espectadores Árbitro(s): Ko Geum-bok | Asistencia: 10.946 espectadores Árbitro(s): Ko Geum-bok |
|                                |                                                     | Tiros desde el punto penal     |                                                        |                                                         |                                                         |
|                                | Radončić · D.G. Cho · S.R. Jung · Molina · Y.D. Kim |                                | B.S. Yoo · J.J. Ahn · S.J. Lee · H. Jeong · Čadikovski |                                                         |                                                         |

### Segunda ronda
| 25 de noviembre de 2009, 19:00 | Seongnam Ilhwa Chunma | 1:0 (1:0) | Chunnam Dragons | Complejo Deportivo de Seongnam, Seongnam                   |                                                            |
|                                | Molina 23'            | Reporte   |                 | Asistencia: 12.283 espectadores Árbitro(s): Lee Young-chul | Asistencia: 12.283 espectadores Árbitro(s): Lee Young-chul |

### Semifinales
| 29 de noviembre de 2009, 15:00 | Pohang Steelers | 0:1 (0:1) | Seongnam Ilhwa Chunma | Estadio Steel Yard, Pohang                                  |                                                             |
|                                |                 | Reporte   | Molina 45'            | Asistencia: 16.854 espectadores Árbitro(s): Choi Myung-yong | Asistencia: 16.854 espectadores Árbitro(s): Choi Myung-yong |

### Final
| Ida; 2 de diciembre de 2009, 19:00 | Seongnam Ilhwa Chunma | 0:0     | Jeonbuk Hyundai Motors | Complejo Deportivo de Seongnam, Seongnam                  |                                                           |
|                                    |                       | Reporte |                        | Asistencia: 21.371 espectadores Árbitro(s): Lee Sang-yong | Asistencia: 21.371 espectadores Árbitro(s): Lee Sang-yong |

| Vuelta; 6 de diciembre de 2009, 14:00 | Jeonbuk Hyundai Motors                | 3:1 (2:0) | Seongnam Ilhwa Chunma | Estadio Mundialista, Jeonju                               |                                                           |
|                                       | Eninho 21', 39' · D.G. Lee 73' (pen.) | Reporte   | J.Y. Kim 85'          | Asistencia: 36.246 espectadores Árbitro(s): Choi Kwang-bo | Asistencia: 36.246 espectadores Árbitro(s): Choi Kwang-bo |

## Campeón
|                                            |
|                                            |
| Campeón Jeonbuk Hyundai Motors 1.er título |